# バーバ・ヤーガ (リャードフ)
『バーバ・ヤガー』（ロシア語: Баба Яга）作品56は、アナトーリ・リャードフが作曲した管弦楽曲。『ロシア民話に寄せる絵』（Картинка к русской народной сказке）という副題を持つ。アレクサンドル・アファナーシェフ編纂の『ロシア民話集』に収められた『美しいワシリーサ』に登場するバーバ・ヤガーの様子を描写している。1891年頃から1904年にかけて作曲された。演奏時間は3分前後。日本語訳題は『バーバ・ヤーガ』とされることが多い。

## 初演
1904年3月18日、フェリックス・ブルーメンフェルトの指揮によりサンクトペテルブルクにて初演。

## 編成
ピッコロ、フルート2、オーボエ2、コーラングレ、クラリネット2、バス・クラリネット、ファゴット2、コントラファゴット、ホルン4、トランペット2、トロンボーン3、チューバ
、ティンパニ、木琴、シンバル、バスドラム、弦五部

## 構成

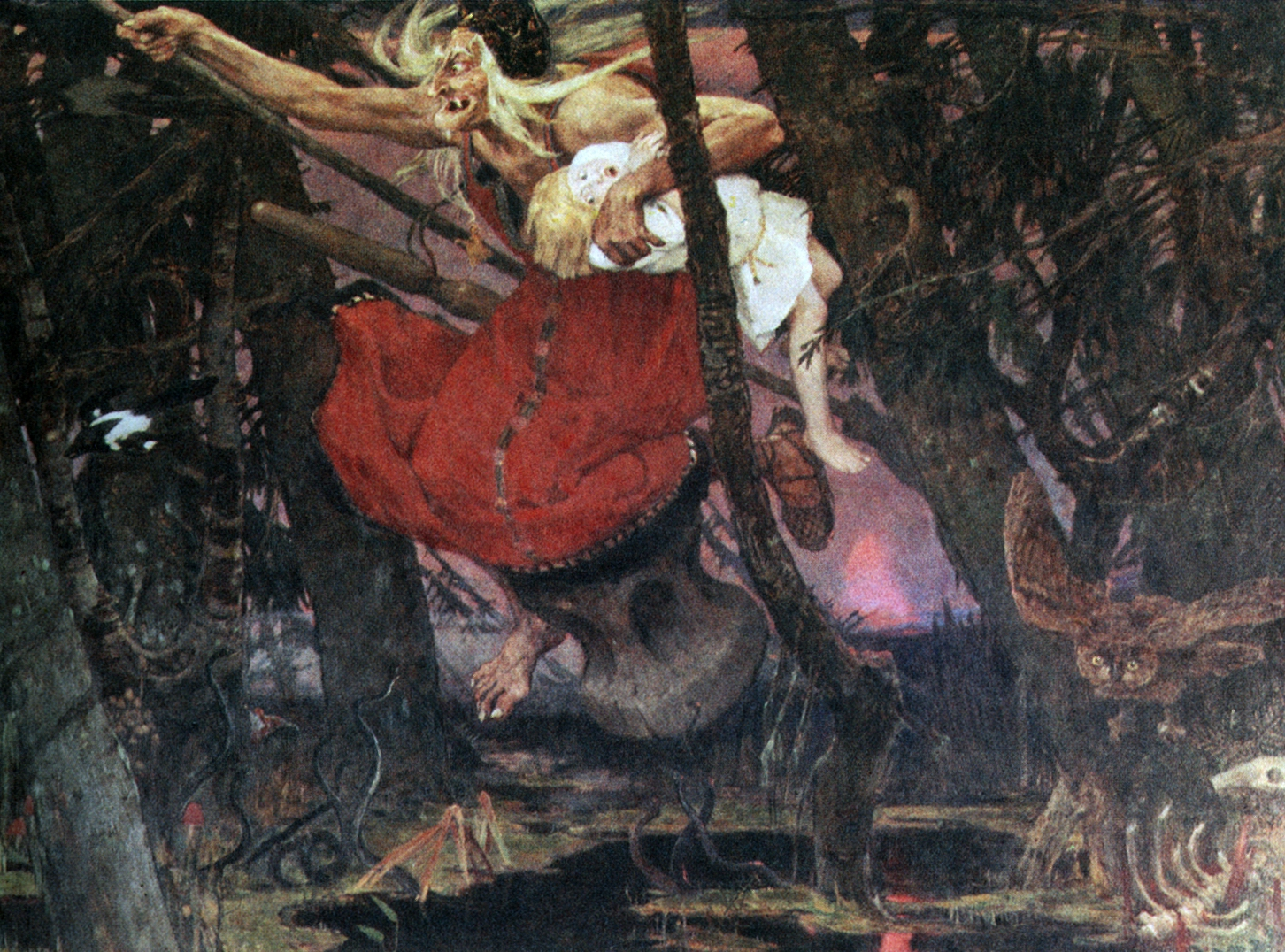
バーバ・ヤガー ヴィクトル・ヴァスネツォフ作（1917年）。

標題は次のとおり。
「バーバ・ヤガーが庭に出て口笛を吹くと、彼女の前に臼と杵と箒が現れた。バーバ・ヤガーは臼に乗り、杵を使って臼を動かし、箒で動いた跡を掃き消して、庭から飛び去った。しばらくすると森の中でざわめきが聞こえ出した。木がぱちぱち音を出して裂け、枯葉がかさかさ鳴っていた。」
曲はバーバ・ヤガーの吹く口笛の描写で始まる。臼、杵、箒が登場し、ファゴットでバーバ・ヤガーの主題が奏される。続いてバーバ・ヤガーの飛翔、森のざわめきが描写され、最後は急速に静まり、再びバーバ･ヤガーの口笛が奏されて終わる。